# Paradokument
Paradokument – gatunek filmu lub serialu znajdującego się na granicy filmu dokumentalnego i filmu fabularnego.
Tradycja paradokumentu sięga czasów słuchowiska Wojna światów Orsona Wellesa z 1938 roku, zaś pierwsze przykłady zastosowania formy paradokumentu w kinie znalazły się w Obywatelu Kanie tegoż reżysera, jednakże formą stosowaną w kinie rozrywkowym, paradokument stał się na przełomie XX i XXI wieku. Zdecydowana większość najpopularniejszych produkcji paradokumentalnych powstała po 2000 roku.
W serialach paradokumentalnych występują postacie fikcyjne odgrywane najczęściej przez aktorów-amatorów i statystów wyłonionych z castingu. Sytuacje oparte i nieoparte na faktach są reżyserowane i odgrywane przez aktorów.
Pierwszym polskim paradokumentem rodzaju docu-crime był W11 – Wydział Śledczy nadawany przez telewizję TVN od 2004 do 2014 roku. Ze względu na popularność, jaką zdobył serial, zaczęły powstawać kolejne produkcje tego gatunku, np. docu-crime Detektywi czy court-show Sędzia Anna Maria Wesołowska, stylizowany na dramat sądowy, w którym główna bohaterka jest zawodową sędzią pozostającą w stanie spoczynku.

## Rodzaje paradokumentów
- docu-crime – posiada cechy dokumentu i kryminału,
- court-show – jest inscenizacją rozprawy sądowej,
- scripted-docu – ma charakter obyczajowy.